# Marie-Jo Bonnet
Marie-Josèphe Bonnet, coneguda com a Marie-Jo Bonnet (Deauville (Calvados), 1949) és una investigadora especialitzada en història de les dones, història de l'art i lesbianisme. Ha publicat estudis sobre la història de la Resistència francesa i l'Ocupació nazi.

## Biografia

### Carrera universitària
Son pare era electricista i sa mare professora de piano. Marie-Jo Bonnet nasqué el 1949 a Deauville (Calvados). Va estudiar en l'internat Notre-Dame d'Orbec de Normandia, en el liceu Romain-Rolland d'Ivry i feu classes preparatòries literàries en el liceu Claude-Monet de París. Va obtenir la llicenciatura en Història per la Universitat de París-1 Panthéon-Sorbonne, i més endavant feu un màster i el doctorat en la Universitat de París VII - Diderot. El 1979, fou pionera a defensar una tesi d'història sobre l'amor entre dones, sota la direcció de Michelle Perrot. La tesi, publicada al 1981, la reedità amb el títol Les Relations amoureuses entre les femmes du xvie au xxe siècle, al 1995.
Doctora en història, Bonnet ensenyà història de l'art en la Universitat de Colúmbia i en el Carleton College (París). El curs es titulava: Dones artistes a París en el segle XX, (Amor i art en el segle XX).
Com a historiadora de l'art, ha publicat llibres i articles, ha participat en simposis i conferències a l'estat francés i fora, així com en programes de ràdio i televisió en France Culture, France Inter, i France 2, sobre art, dones artistes, representació de parelles de dones en l'art i la inscripció d'un nou simbolisme a la ciutat. Durant anys, ha estudiat la història de la Resistència i l'Ocupació a Normandia i la participació de les dones en la Resistència.
Ha sigut comissària d'aquestes exposicions del 2019, Créatrices: l'émancipation par l'art, al Museu de Belles Arts de Rennes; La vraie vie est ailleurs: artistes femmes autour de Marta Pan: Simone Boisecq, Charlotte Calmis, Juana Muller, Vera Pagava, Judit Reigl, al Museu de Belles Arts de Brest, i Lutetia 1945, Le retour des déportés, organitzada pels Amics de la Fundació per a la Memòria de la Deportació-París.

### Activisme
El 1971, va participar en el Moviment d'Alliberament de les Dones (MLF). Fou cofundadora del Front d'Acció Revolucionària Homosexual (FHAR) i de les Gouines Rouges. Com a integrant del grup de música Gouines Rouges, com a guitarrista, participà en l'enregistrament de cinc cançons de la MLF, inclòs l'himne femení.
El 1974, entrà en l'associació La Spirale, fundada per la pintora i poeta Charlotte Calmis. Cofundà l'Associació Charlotte Calmis al 1984, que dedicà una exposició d'homenatge a la pintora morta el 1982 en el Ministeri dels Drets de les Dones (1984).
Va participar en el Grup d'Estudis Feministes de la Universitat de París VII del 1975 al 1981, i va participar en la primera marxa de l'orgull gai, celebrada el 25 de juny del 1977, així com en el grup d'historiadores reunides per Simone de Beauvoir.
És presidenta fundadora de l'associació Souffles d'Elles, que organitzà el primer Café de Dones a La Coupole des del 2005. És membre de l'associació Artemísia per a la promoció de les historietes fetes per dones; de la Societat de Gent de Lletres; de la Societat d'Autors de Normandia; presidenta de la delegació territorial de París (DT 75); de la Fundació Amics de la Memòria de la Deportació (AFMD) del 2013 al 2015 i, des de juliol del 2015, presidenta de l'associació Lire à Pont-l'Évêque.
El 2021, entrà en l'associació Iniciatives de Dones, que promou les Jornades del Patrimoni a Vilanava de Marçan. Ha estat membre de l'associació Pont-L'Eveque 44 Memòries, ciutat on va créixer.
És membre del consell científic de l'Observatoire de la petite sirène (Observatori de la petita sirena), una associació que creada arran de l'"augment massiu de nous diagnòstics de disfòria de gènere i transidentitat entre els menors".

### Posicionaments

#### Sobre la gestació subrogada
Marie-Jo Bonnet és membre del CoRP (Col·lectiu de Pel que fa a la Persona), contrari a la gestació subrogada.

#### Sobre la reproducció assistida
El 2014, Marie-Jo Bonnet, en una entrevista en Le Figaro, s'oposà a la reproducció assistida perquè, segons ella, cau sota un "mandat de maternitat" i una "ocultació de l'origen patern del nen". Es posiciona en un "feminisme arrelat en la diferència de gènere" i s'acosta així als corrents del feminisme de la diferència.

#### Sobre els movimentstransgènere
Al maig del 2021, Marie-Jo Bonnet criticà en Le Figaro que en les competicions esportives femenines partipassen trans. Qualificà de "molt preocupant" la decisió de la Federació Francesa de Rugbi, i explicà que "l'activisme trans imposa una definició d'identitat (de gènere) que no respecta pas la de les lesbianes ni la de les esportistes".

## Publicacions
- Un choix sans équivoque, Paris, Denoël-Gonthier, 1981.
- Les Relations amoureuses entre les femmes du XVIe siècle au XXe siècle; reeditat en col·lecció de butxaca, en Odile Jacob el 2001, 2022; traducció al polonés: Zwiazki milosne miedzy kobietami od XVI do XX wieku, Slowo wstepne Elisabeth Badinter, Wy Da Wni Ctwo/ Sic! 1997.
- Les Deux Amies: essai sur le couple de femmes dans l'art, París, edicions Blanche, 2000 (ISBN 2-911621-94-8).
- Qu'est-ce qu'une femme désire quand elle désire une femme?, Odile Jacob, 2004, reimpressió 2022 (ISBN 978-2738114457).
- Les Femmes dans l'art, publicat per la Martinière, 2004 (ISBN 978-2-732-43087-4).
- Les Femmes artistes dans les avant-gardes, Odile Jacob, 2006 (ISBN 978-2-7381-1732-8).
- Les Voix de la Normandie combattante: été 1944, ed. Ouest-France, 2010 (ISBN 978-2-7373-5079-5)
- Violette Morris: histoire d'une scandaleuse, Perrin, 2011 (ISBN 978-2-2620-3557-0)
- Histoire de l'émancipation des femmes, Edició Ouest-France, 2012 (ISBN 978-2-7373-5364-2)
- Liberté, égalité, exclusion: femmes peintres en révolution, 1770-1804, ed. Vendémiaire, 2012 (ISBN 978-2-36358-041-2).
- Tortionnaires, truands et collabos: la bande de la rue de la Pompe, 1944, ed. Ouest-France, 2013 (ISBN 978-2737360428).
- Adieu les rebelles!, edicions Flammarion-Cafè Voltaire, 2014 (ISBN 978-2081312630).
- Plus forte que la mort: l'amitié féminine dans les camps, ed. Ouest-France, 2015 (ISBN 978-2-7373-6649-9).
- Simone de Beauvoir et les femmes, Albin Michel (ISBN 9-782226-3167-14).
- Un réseau normand sacrifié, ed. Ouest-France, 2016 (ISBN 978-2-737-37006-9) Manipulations britanniques sur un groupe de résistants infiltré par les Allemands.
- Mon MLF, ed. Albin Michel, 2018 (ISBN 978-2-226-40203-5).
- Desiderio e libertà, recull d'articles, traduït de l'italià per Margherita Giacobino, Edició Il Dito e la Lluna, 2018.
- Créatrices: l'émancipation par l'art, catalogue de l'exposition au Musée des beaux-arts de Rennes, ed. Ouest-France, 2019.
- La Maternité symbolique: être mère autrement, Albin Michel, 2020 (ISBN 9782226448996).

### Edicions i arxius
- Direcció, Dona i Creació, núm. 3, tardor del 1980, publicació del Grup d'Estudis Feministes de la Universitat Denis Diderot i el Centre de Recerques Històriques de l'École des Hautes Etudes en Sciences Socials.
- Revista Souffles d'Elles.

### En col·laboració
- Amb Javi Rey, Kris i Bertrand Galic, Violette Morris: ser destruït per tots els mitjans (còmics), Futuropolis, 2018.
- L'Étonnante histoire des Belles-mères, sota la direcció de Yannick Ripa, Belin, 2015, capítol «Ruth, “mare substituta” de la seua madrastra Noémi».
- Mercats de Maternitat, dir. Martine Segalen i Nicole Athea, prefaci Nathalie Heinich, Éliette Abecassis, Sylviane Agacinski, Marie Balmary, Marie-Jo Bonnet, Frédérique Kuttenn, Ana-Luan Stoicea-Dearm, Sandra Travers de Faultrier, Monette Vacquin, ed. Odile Jacob, 2021.

### Altres
- André Letac, Souvenirs de guerre 1914-1918, presentació i notes de Marie-Josèphe Bonnet, ed. Corlet, 2010.
- Jean Desbordes, Els Forcenés, Interstices Edició, 2022 (reedició de Gallimard, 1937), amb pròleg de Marie-Jo Bonnet, “Messieurs, laissez-moi, vous allez em tuer!" La mort de Jean Desbordes, àlies Duroc".

## Pel·lícules
- Femmes artiste, À la force du brush, directora Manuelle Blanc, coautora i assessora històrica, M. J. Bonnet, producció Ex nihilo, Art, 8 de març del 2015.
- Histoire d'amours féminines, pel·lícula d'Elsa Bloch, 2012, emesa per Le Miroir i el grup Galactica.